# Notogomphus lecythus
Notogomphus lecythus é uma espécie de libelinha da família Gomphidae.
Pode ser encontrada nos seguintes países: Etiópia e Quénia.
Os seus habitats naturais são: florestas subtropicais ou tropicais húmidas de baixa altitude, matagal árido tropical ou subtropical, matagal húmido tropical ou subtropical e rios.